# Velike Lašče
Velike Lašče (in passato in tedesco Großlaschitz) è un comune di 4 153 abitanti della Slovenia meridionale.

## Storia
Dal 1941 al 1943, a seguito dell'invasione della Jugoslavia da parte delle truppe dell'Asse, venne occupato dall'esercito italiano e annesso all'Italia nella neocostituita Provincia di Lubiana.